# Joseph Marie Jacquard
Joseph Marie Jacquard là nhà phát minh ra máy dệt tự động. Ông sinh năm 1752 tại Lyon (Pháp) và mất năm 1834. Ông là người tuy ít được học hành nhưng vì gia đình có nghề dệt thủ công nên ông sớm yêu thích nghề này và có bàn tay khéo léo. Ngoài giờ làm việc, ông tự mày mò học các kiến thức về vật lý, hóa học, kĩ thuật và tìm cách ứng dụng vào đời sống nhằm cải tiến nghề dệt và tạo ra năng suất, chất lượng cao hơn.

## Sự nghiệp
Sự nghiệp phát minh của ông phải trả giá bằng cả sự hi sinh của bản thân, của gia đình và sự khổ sở bần cùng của vợ con ông. Năm 1802, ông chế tạo được chiếc máy dệt đầu tiên sau bao nhiêu năm mày mò và tốn kém tiền của đến khánh kiệt gia tài. Nhưng chiếc máy này mới chỉ dệt được những tấm lưới dùng để đánh cá. Dựa trên các nguyên lý đã sáng tạo ra, ông hy vọng sẽ dệt được vải và lụa. Khó khăn chính đối với ông lúc này là cơ nghiệp gia đình đã cạn kiệt, ông không còn tiền để đầu tư vào các phát minh tiếp theo. Để tiếp tục sự nghiệp, ông đã xin gặp hoàng đế Napoleon vì biết hoàng đế là người sáng suốt và quan tâm đến các phát minh. Ít ngày sau, ông được hoàng đế gửi thư mời với nội dung như sau:
"Nhân dịp ngày lễ thánh sắp tới, yêu cầu nhà phát minh dệt gấp cho 10m lụa kim tuyến trên cỗ máy mới phát minh. Hoàng hậu Josephine sẽ dành cho ông một sự chiếu cố đặc biệt là dùng lụa đó may đồ mặc trong ngày đại lễ".
Để tiếp tục công việc, vợ ông đã phải bán cả các đồ nữ trang cuối cùng trong nhà. Bản thân ông thì phải đi làm thợ đốt lò,vợ ông tết mũ rơm bán. Tới năm 1805, máy dệt tự động hoàn hảo chính thức được chế tạo. Máy dệt do ông chế tạo là máy dệt tự động, sử dụng các loại thẻ được đục lỗ để giữ kim và gắn với sợi dọc, khi nào một thẻ có một lỗ trống thì kim được xuyên qua và móc được nâng lên, khớp với những sợi dọc. Với chiếc máy như thế, ông đã được tặng thưởng huy chương. Ông đã cố vay mượn để lập một xưởng dệt với các cỗ máy phát minh này ở thành phố Lyon, quê hương của ông. Nhưng không ngờ, các thợ dệt ở đây sợ chiếc máy cướp hết việc làm của họ nên đã hợp lực đến phá tan tành các cỗ máy, bản thân ông bị quăng xuống sông Rhone. May mắn, ông thoát chết và được chính phủ Pháp trả công cho phát minh của ông. Máy dệt được đặt tên là Jacquard để tưởng nhớ đến công lao của ông. Máy dệt Jacquard đã đánh dấu một giai đoạn cách mạng trong ngành công nghiệp dệt ở Pháp. Đến nay máy dệt của ông vẫn còn được sử dụng rộng rãi.